# Аталай, Бесим
Бесим Аталай (тур. Besim Atalay, осман. بسيم آتالاى‎; 1882, Ушак, Османская империя — 1965, Турция) — известный тюрколог, общественный деятель. Политическая деятельность Аталая совпала с началом национально-освободительного движения в Турции. В 1937—1942 годах профессор в университете Анкары. Автор множественных исследований по истории, географии, языку и литературе, а также религии. В 1939—1943 годах перевёл на турецкий язык словарь Махмуда Кашгари «Диван лугат ат-турк». Подготовил к изданию самую древнюю грамматику турецкого языка (1946), написанную в 1530 году Бергамалы Кадри, несколько кыпчакских, чагатайских памятников письменности. Коран, переведенный Аталаем на турецкий язык, издавался дважды.